# Szanád
Szanád (szerbül Санад / Sanad) falu Szerbiában, a Vajdaságban, az Észak-bánsági körzetben, Csóka községben.

## Fekvése
Csóka északi szomszédságában, a Tisza bal partja közelében fekvő település.

## Története

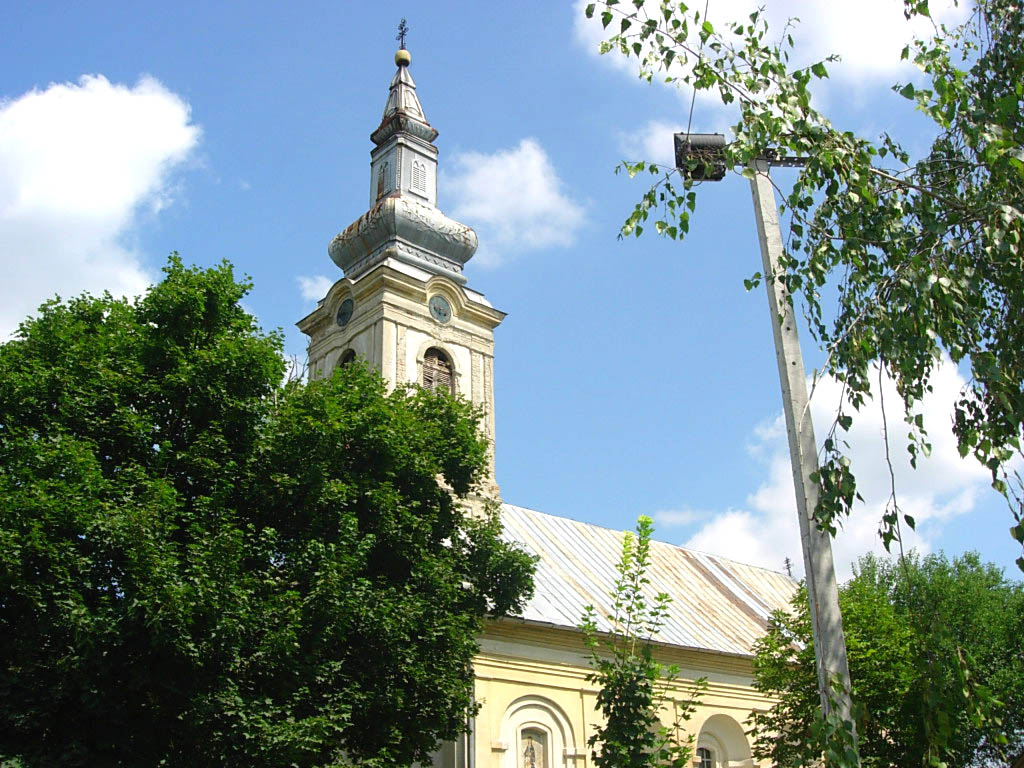
A görögkeleti templom

Szanád Árpád-kori település. Nevét már 1247-ben említették az oklevelek, mint a Csanád nemzetség ősi birtokát. A  Csanád nemzetség tagjai közül 1247-ben a falu fele része Pongrácz ispán birtoka volt. A nemzetség tagjai 1256 évi birtokmegosztásakor a Kelemenös fiak birtoka lett.
Károly Róbert uralkodása alatt Tamás ispán fiai hűtlenségük miatt Szanádot elvesztették és csak 1321-ben nyerték vissza Csanád prépost közbenjárására. 1337-ben Szanád két részből állt: Al-Szanád jutott a Telegdyeknek, Fel-Szanád a Makófalviaknak. A Telegdyek később, 1360-ban még egyszer megosztoztak itteni birtokukon; ekkor a falut Telegdy Miklós fiai, György és Miklós kapták meg. A Telegdy rész megmaradt a család birtokában és Telegdy István 1508-ban a királytól új adománylevelet kapott itteni birtokrészeire. A makófalvi család része a Csákiak birtokába került. Csáki Gábor ezt a részt 1509-ben elzálogosította Bakócz Tamás bíboros érseknek.
1552-ben, a török megszállás alatt Szanád is elpusztult, 1557-1558-ban csak két szerb lakosa volt. Telegdy Mihály közben János Zsigmondhoz pártolt, ezért szanádi birtokrészét Nádasdy Tamás nádor 1561-ben Kerecsényi Lászlónak adományozta. 1561-ben Kerecsényi László és Telegdy István, 1564-ben Telegdy Mihály - aki itteni birtokait visszanyerte - és Telegdy István voltak a földesurai. 1647-ben is lakott helység volt, 1717-ben 44 ház állt a településen.
A törökök kiűzése után a temesvári bánságba osztották be. 1724-ben és 1725-ben szerb lakosai tömegesen elszökdöstek, majd 1781-ben a falu árverésre került, de vevő nem akadt rá.
A 19. század elején Áldássy Ignácz szerezte meg, aki 1803-ban 70 német családot telepített ide. Ekkortájt épült az Áldássy kúria is, mely a 20. század elején Falcione Nándor zombori lakosé volt, majd 1859 körül kezdtek ide magyarok beköltözködni.
1851-ben Fényes Elek írta a településről:
"Szanád, rác-német falu, Torontál vármegyében, Csókához egy kis órányira, a Tisza mellett: 378 kataszteri holdon, 1382 óhitű, 6 zsidó lakossal, katholikus és óhitű anyatemplomokkal, kastéllyal, fűz erdővel, 113 4/8 egész jobbágytelekkel. Földesura Áldásy Ignácz örökösei. Utolsó posta Török-Kanisa."
1910-ben 2317 lakosából 376 magyar, 466 német, 1463 szerb volt. Ebből 781 római katolikus, 41 református, 1480 görögkeleti ortodox volt.
A trianoni békeszerződés előtt Torontál vármegye Törökkanizsai járásához tartozott.

### Varsány
Szanád és Csóka között, a Tisza partján a középkorban egy Varsány nevű falu állt.
Varsány a Csanád nemzetség birtoka volt és a nemzetség birtokainak sorsában osztozottan egész a Mohácsi vészig, amikor elpusztult.

## Mondák, néphagyományok

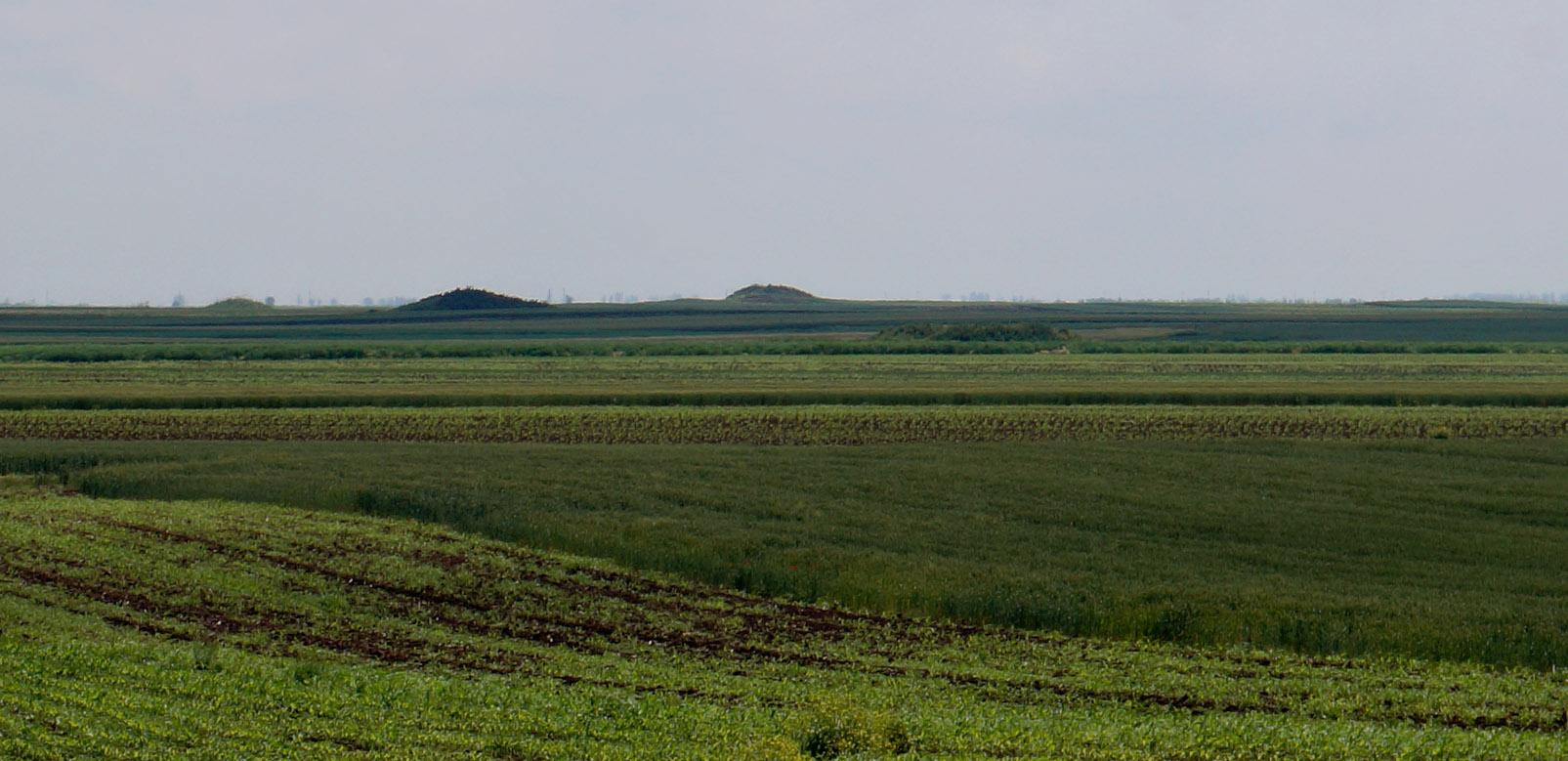
Kurgánok Szanád közelében

A község határában fekvő Vujana-dombról kétféle  monda is fennmaradt: egyik szerint a zentai ütközetben részt vett török fővezér nejét ott temették el és a szultán meghagyta katonáinak, hogy mindegyik egy marék földet dobjon e sírra; így keletkezett volna ez a domb. A másik változat szerint a török fővezér neje erről a dombról nézte az ütközetet, és ezért vette tőle a nevét.

## A település az irodalomban
- A település az egyik fő helyszíne Móra Ferenc A csókai csata  című elbeszélésének (megjelent az író Göörngykeresés című kötetében).

## Népesség

### Demográfiai változások
| Lakosok száma | 1989 | 1917 | 1892 | 1770 | 1584 | 1384 | 1314 | 1151 |
|               | 1948 | 1953 | 1961 | 1971 | 1981 | 1991 | 2002 | 2011 |

## Nevezetességek
- Görögkeleti temploma - 1796-ban épült
- Római katolikus temploma - 1804-ben épült

## Jegyzetek

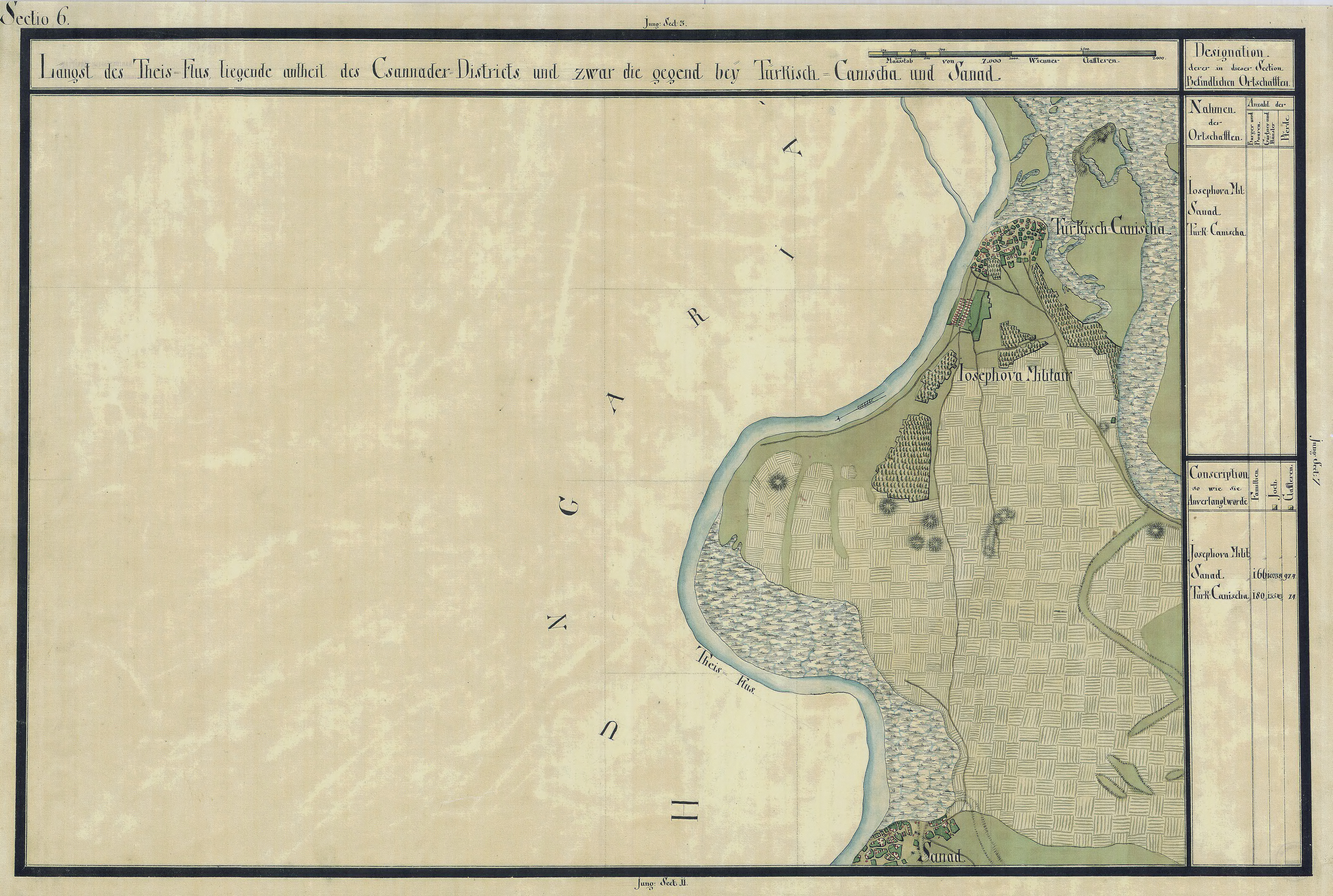
Szanád egy régi térképen